# دان مارشال
دان مارشال (انگلیسی: Don Marshall؛ زادهٔ ۲ مهٔ ۱۹۳۶) بازیگر اهل ایالات متحده آمریکا است. وی از سال ۱۹۶۱ میلادی تاکنون مشغول فعالیت بوده‌است.
از فیلم‌ها یا برنامه‌های تلویزیونی که وی در آن نقش داشته است می‌توان به سرزمین غول‌پیکران اشاره کرد.